# Eranina pallidula
Eranina pallidula là một loài bọ cánh cứng trong họ Cerambycidae.